# М'ясоєдово (Сафоновський район)
М'ясоєдово (рос. Мясоедово) — присілок Сафоновського району Смоленської області Росії. Входить до складу Прудківського сільського поселення.
Населення — 31 особа (2007 рік). 